# Şavarş Krisyan
Şavarş Krisyan oder Shavarsh Krissian (armenisch Շաւարշ Քրիսեան; * 22. Juli 1886 in Beşiktaş, Istanbul; † 15. August 1915 in Ayaş, Ankara) war ein armenischer Athlet, Schriftsteller, Verleger, Journalist, Lehrer und Herausgeber des ersten Sportmagazins des Osmanischen Reiches, der Marmnamarz. Er wird auch als Gründer der Armenischen Olympiade und der Sportorganisation Homenetmen betrachtet. Er war Mitglied der Armenischen Revolutionären Föderation und Opfer des Völkermords an den Armeniern.

## Leben
Şavarş Krisyan besuchte die örtliche Armenischen Makruhyan-Schule und setzte seine Bildung an der Retheos-Berberian-Schule im Bezirk Üsküdar fort. Später besuchte er das Robert College und machte dort seinen Abschluss. 1905 setzte Krisyan seine Bildung im Ausland in London sowie an der Pariser Lycée Janson de Sailly fort. Am 19. Juli 1909 kehrte er nach Istanbul zurück und begann, Sportunterricht an örtlichen armenischen Schulen zu erteilen.

### Marmnamarz
Ab Februar 1911 veröffentlichte Şavarş Krisyan die Marmnamarz, die zur ersten Sportzeitschrift des Osmanischen Reiches wurde. Die Marmnamarz war eine Monatszeitschrift, die Informationen über Sportveranstaltungen bereitstellte. Das Magazin veröffentlichte auch Fotografien verschiedener armenischer Athleten in der gesamten Welt. In der Zeitschrift etablierte Krisyan auch das Konzept der armenischen Olympiade. Die Zeitschrift veröffentlichte wegen des Ersten Weltkrieges ihre letzte Ausgabe 1914 und stellte ihre Arbeiten endgültig ein, nachdem Krisyan Opfer des Völkermordes wurde.

### Homenetmen
Obwohl Homenetmen formal erst im Jahre 1918 etabliert wurde, drei Jahre nach dem Tod von Şavarş Krisyan, wird er weiterhin als ihr Gründungsmitglied betrachtet. Die Idee und die Gründungsprinzipien von Homenetmen wurden erstmals von Krisyan entwickelt. Er war maßgeblich an der Entwicklung der Armenischen Olympiade beteiligt, die ihre ersten Wettbewerb am 1. Mai 1911 abhielt. Vor dem Ersten Weltkrieg gab es allein in Istanbul über 40 armenische Sportvereine. Das Armenische Olympische Komitee und seine Satzung wurden in Homenetmen integriert.

### Völkermord an den Armeniern
Am „Roten Sonntag“, dem 24. April 1915, war Şavarş Krisyan einer der armenischen Intellektuellen, die im Zuge des Völkermordes in die inneren Provinzen des Osmanischen Reiches deportiert wurden. Krisyan wurde im Gefängnis von Ayaş im Vilâyet Ankara inhaftiert. Während seines Gefängnisaufenthaltes organisierte Krisyan gymnastische Übungen. Die Gefängniswärter betrachteten die Turnübungen mit Argwohn. Şavarş Krisyan wurde schließlich gefoltert und am Stadtrand von Ankara ermordet.